# Framersheim
Framersheim ist eine Ortsgemeinde im Landkreis Alzey-Worms in Rheinland-Pfalz. Sie gehört der Verbandsgemeinde Alzey-Land an.

## Geographie

### Lage
Framersheim liegt im Rheinhessischen Hügelland an der Selz, am Fuße des 273 Meter hohen Hornbergs. Knapp 20 Kilometer nördlich von Framersheim liegt Mainz.
Zu Framersheim gehört der Wohnplatz Atzelmühle.

### Nachbarorte
Die Nachbarorte sind der Alzeyer Stadtteil Schafhausen, die Ortsgemeinden Dittelsheim-Heßloch und Gau-Heppenheim sowie der Gau-Odernheimer Ortsteil Gau-Köngernheim.

## Geschichte

### Frühes Mittelalter
Framersheim ist, wie die meisten rheinhessischen Orte auf die Endung -heim, eine fränkische Gründung des 5./6. Jahrhunderts. Der Ort wird mit fünf Schenkungsurkunden an das Kloster Lorsch belegt (Nr. 878, 1402, 1649, 1766, 1787). Die älteste erhaltene Erwähnung findet sich in der Urkunde 1649, aus der Zeit vom Oktober 769 bis zum Oktober 770, mit der Rothdrud alles, was er in „Frigmersheim“ bisher besessen hat, dem Kloster übergibt.

### Neuzeit
Nach der Einnahme des linken Rheinufers durch französische Revolutionstruppen wurde die Region 1793 von Frankreich annektiert. 
Verzögert durch die Koalitionskriege wurde die Annexion erst nach 1797 konsolidiert und Framersheim gehörte von 1798 bis 1814 zum Kanton Alzey im Departement Donnersberg. Gerichtlich war im Bereich des Kantons für die Zivilgerichtsbarkeit das Friedensgericht Alzey zuständig, für die Angelegenheiten der freiwilligen Gerichtsbarkeit im übrigen Notariate.
Aufgrund von 1815 auf dem Wiener Kongress getroffenen Vereinbarungen und eines 1816 zwischen dem Großherzogtum Hessen, Österreich und Preußen geschlossenen Staatsvertrags kam Rheinhessen, und damit auch die Gemeinde Framersheim, zum Großherzogtum Hessen, das das neu erworbene Gebiet als Provinz Rheinhessen organisierte. Nach der Auflösung der Kantone in der Provinz kam der Ort 1835 zum neu errichteten Kreis Alzey, zu dem er bis 1969 gehörte.
Das Friedensgericht Alzey wurde 1879 aufgelöst und durch das Amtsgericht Alzey ersetzt.
Nach dem Zweiten Weltkrieg gehörte die Gemeinde zur französischen Besatzungszone und wurde 1946 Teil des neu gebildeten Landes Rheinland-Pfalz.
Am späten Nachmittag des 7. Juli 2015 fegte ein schwerer Sturm über den Ort und beschädigte fast 100 Gebäude, einige davon und viele Dächer wurden zerstört, zahlreiche Bäume knickten um. Der Sachschaden wurde auf rund fünf Millionen Euro geschätzt. Bei Aufräumarbeiten verletzten sich einige Personen. Meteorologen untersuchten das Phänomen. Sie stellten fest, dass es sich wahrscheinlich um eine Fallböe der Stärke F2 gehandelt hat.

## Politik

### Gemeinderat
Der Gemeinderat in Framersheim besteht aus 16 Ratsmitgliedern, die bei der Kommunalwahl am 9. Juni 2024 in einer personalisierten Verhältniswahl gewählt wurden, und dem ehrenamtlichen Ortsbürgermeister als Vorsitzendem.
Die Sitzverteilung im Gemeinderat:
| Wahl | SPD | CDU | FWG | BVF | WGR | Gesamt   |
| ---- | --- | --- | --- | --- | --- | -------- |
| 2024 | 3   | –   | 9   | 4   | –   | 16 Sitze |
| 2019 | 2   | –   | 8   | 6   | –   | 16 Sitze |
| 2014 | 3   | –   | 6   | 7   | –   | 16 Sitze |
| 2009 | 4   | 2   | 7   | –   | 3   | 16 Sitze |
| 2004 | 4   | 3   | 8   | –   | 3   | 16 Sitze |

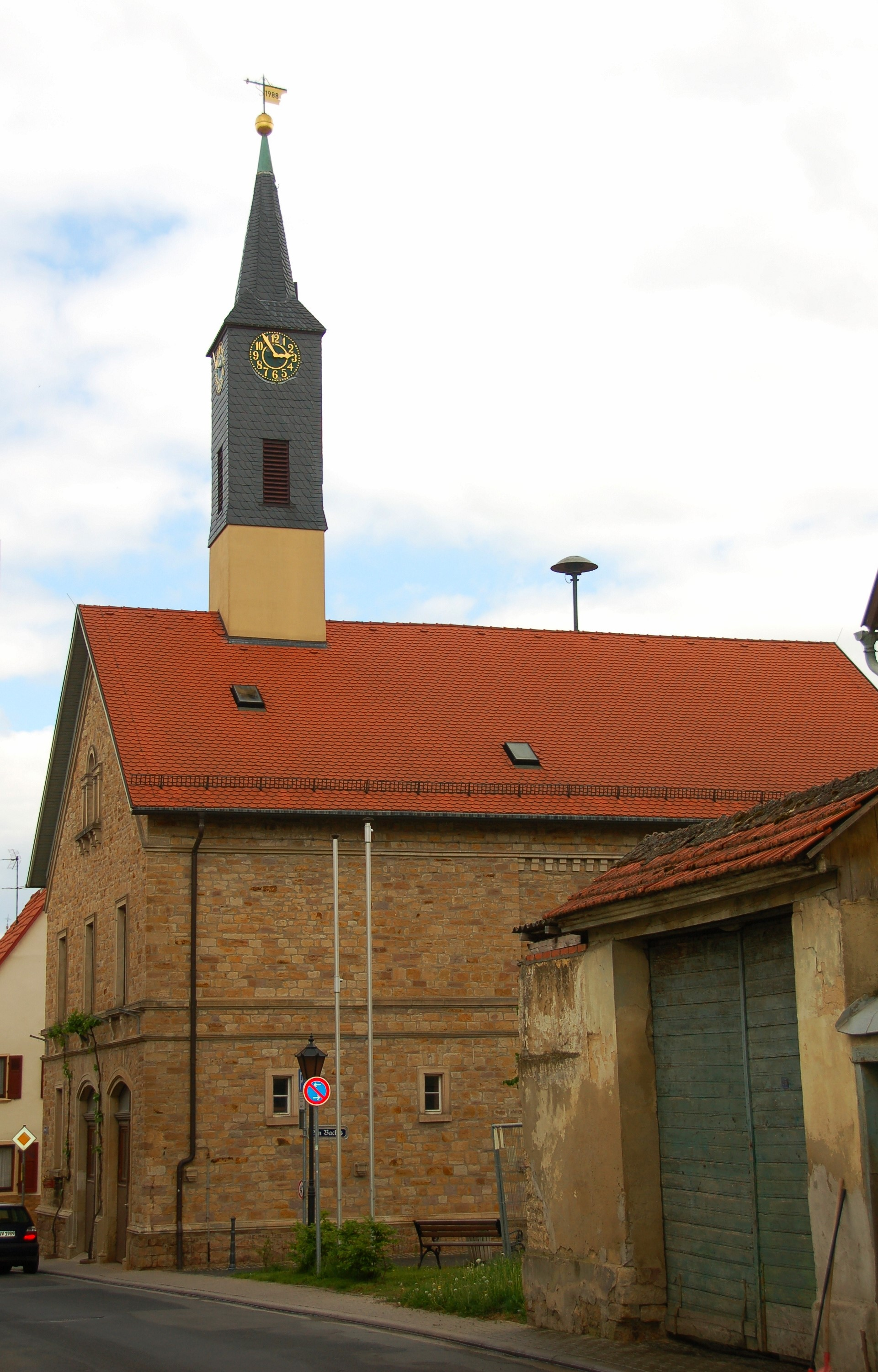
Rathaus

- FWG = Freie Wählergruppe Framersheim e. V.
- BVF = Bürgerverein Framersheim e. V.

### Ortsbürgermeister
- 1945–1946  Johann Beckenbach
- 1946–1951 Philipp Rupp II
- 1951–1960 Philipp Blödel
- 1960–1973 Ernst Körner
- 1973–1989 Georg Dornhöfer
- 1989–2004  Frank Zink[13]
- 2004–2019  Ulrich Armbrüster
- 2019–0000 Felix Schmidt

Bei der Direktwahl am 26. Mai 2019 wurde Felix Schmidt mit einem Stimmenanteil von 60,69 % gewählt und folgte damit Ulrich Armbrüster, der nicht mehr kandidiert hatte. Bei der Direktwahl am 9. Juni 2024 setzte Schmidt sich mit 70,0 % gegen eine Mitbewerberin durch und wurde damit für weitere fünf Jahre in seinem Amt bestätigt.

### Wappen
| Wappen von Framersheim | Blasonierung: „In Schwarz ein silberner Kesselhut mit rotem Band.“                                                                 |
| Wappen von Framersheim | Wappenbegründung: Der Kesselhut ist dem Wappen der Kessler von Sarmsheim entlehnt und wurde bereits 1459 als Ortssiegel verwendet. |

## Kultur und Sehenswürdigkeiten

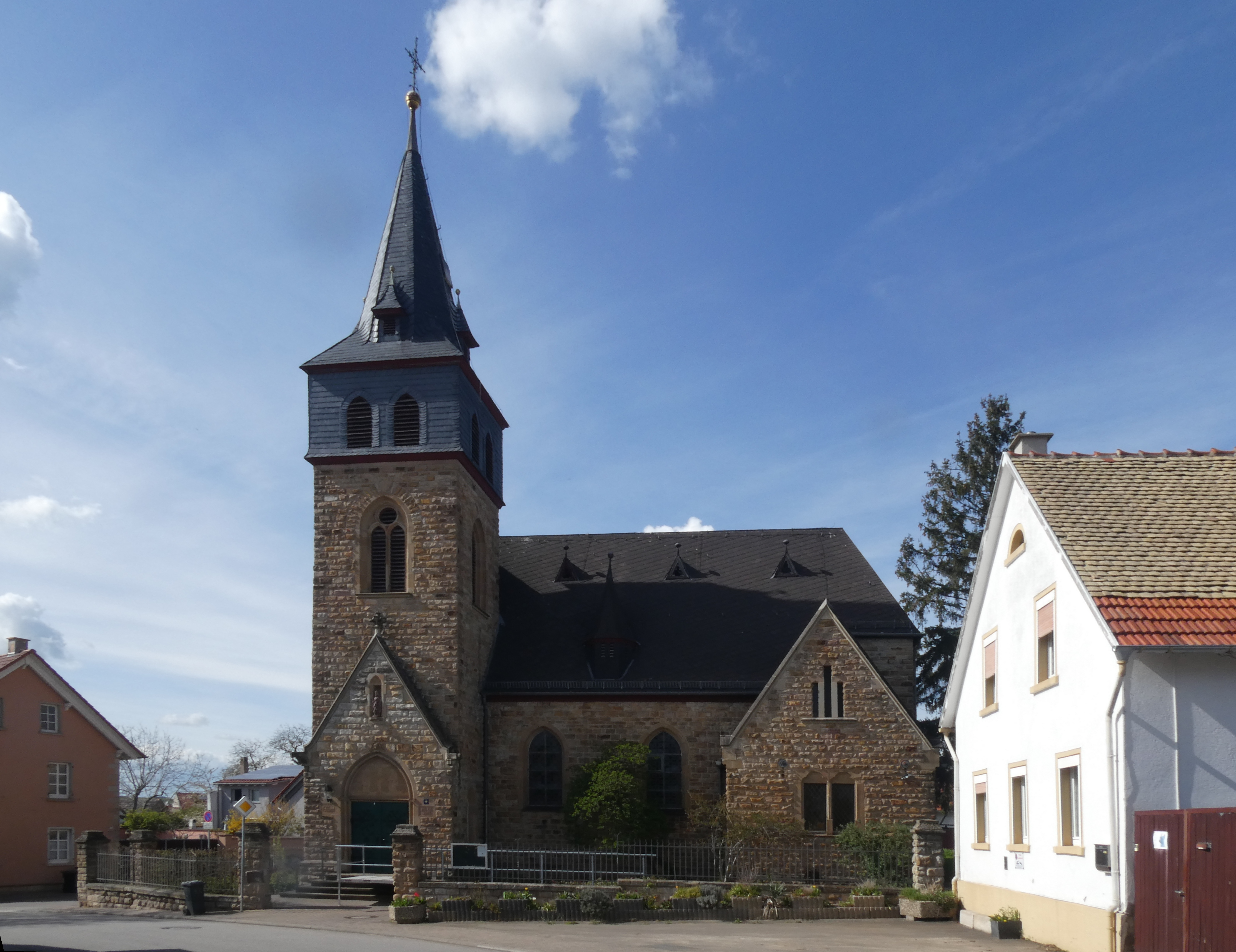
Katholische Kirche Schmerzhafte Muttergottes

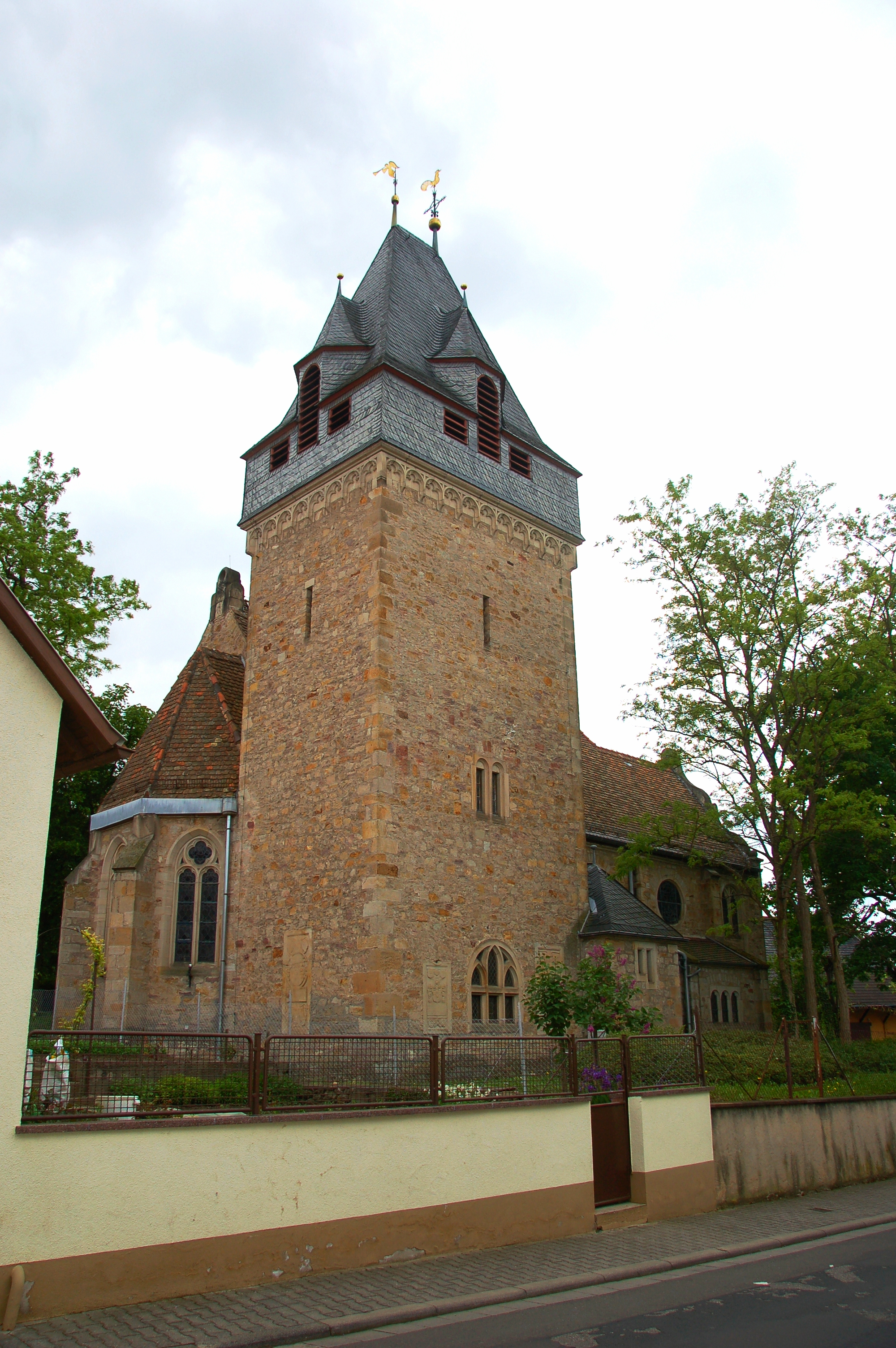
Protestantische Jakobus-Kirche

### Bauwerke
Wahrzeichen sind die beiden über 100 Jahre alten Kirchen mit ihren mächtigen Türmen und das Rathaus mit Turm und Turmuhr. Sehenswert sind ebenfalls die neu gestalteten Plätze „Freier Platz“ und „Kautzenflecken“ mit ihren Brunnen. Mit der Einweihung des Dorfbackhauses und der Neuanlage des Rathausplatzes ist die Dorferneuerung soweit abgeschlossen. Weitere Bauwerke befinden sich in der Liste der Kulturdenkmäler in Framersheim.

### Sport
Die Ortsgemeinde verfügt über einen Sportplatz sowie eine große Gestüts- und Reitanlage, die von Dorothee Schneider betrieben wird. Des Weiteren wird nur in Framersheim das Kartenspiel „Färwele“ gespielt.

### Kulinarische Spezialitäten
„Nationalgericht“ sind die Framerschemer Backesgrumbeere.

## Wirtschaft und Infrastruktur
Die Gemeinde ist hauptsächlich vom Weinbau und der Landwirtschaft geprägt. Die Weinlagen gehören im Weinanbaugebiet Rheinhessen zum Bereich Nierstein in der Großlage Petersberg Die Einzellagen sind im Nordwesten der Framersheimer Kreuzweg, im Südosten der Framersheimer Hornberg und Framersheimer Zechberg. Bei ansässigen Winzerbetrieben handelt es sich um so genannte Selbstvermarkter, die in erster Linie eigene Erzeugnisse an den Endverbraucher direkt vermarkten.

## Persönlichkeiten

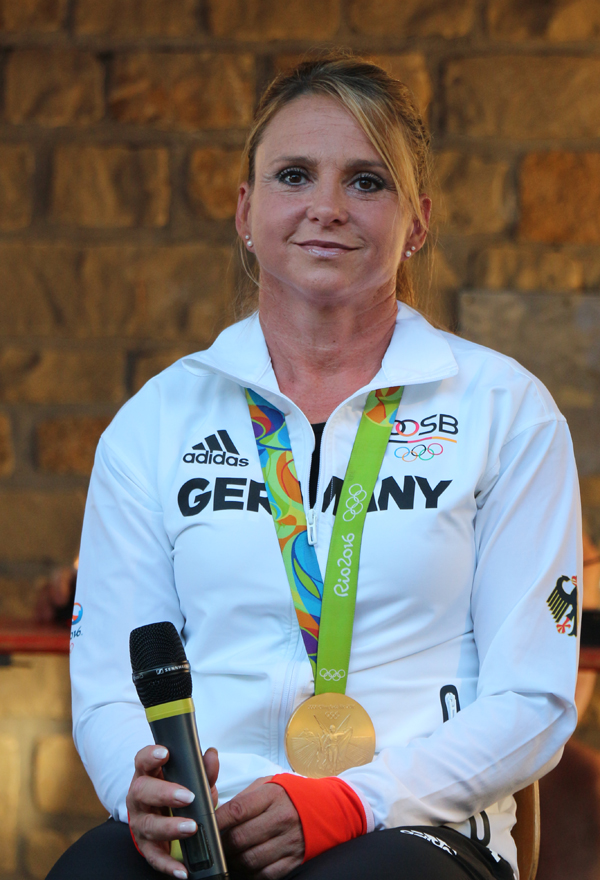
Dorothee Schneider beim Empfang in Framersheim 2016

### Ehrenbürger
- 2008: Frank Zink (1943–2022), u. a. von 1989 bis 2004 Ortsbürgermeister und seit 2007 Träger des Ehrennadel des Landes Rheinland-Pfalz, für seine Verdienste um die Gemeinde[20]

### Söhne und Töchter der Gemeinde
- Karl Schloß (1876–1944), Unternehmer und Schriftsteller
- Friedrich Beyer (1902–1984), hessischer Landtagsabgeordneter

### Wahlheimat
- Ulrike Holzner, Silbermedaillengewinnerin von Salt Lake City 2002, im Bobfahren[21]
- Dorothee Schneider, Silbermedaillengewinnerin von London 2012, Dressur[21] und Doppel-Team-Goldmedaillengewinnerin von Rio 2016, Dressur und Tokio 2020 (2021) Dressur.